# Svend Brodersen
Svend Brodersen, né le 22 mars 1997 à Hambourg en Allemagne, est un footballeur allemand évoluant au poste de gardien de but au Fagiano Okayama .

## Biographie

### En équipe nationale
Avec les moins de 20 ans, il participe à la Coupe du monde des moins de 20 ans en 2017. Lors du mondial junior organisé en Corée du Sud, il joue trois matchs : contre le Mexique, le Vanuatu et enfin la Zambie. L'Allemagne atteint les huitièmes de finale de ce mondial.
Il reçoit sa première sélection avec les espoirs le 16 novembre 2018, en amical contre les Pays-Bas (victoire 3-0).

## Statistiques
| Saison                | Club                  | Championnat           | Championnat | Championnat | Coupe(s) nationale(s) | Coupe(s) nationale(s) | Compétition(s) continentale(s) | Compétition(s) continentale(s) | Compétition(s) continentale(s) | Total | Total |
| Saison                | Club                  | Division              | M.          | B.          | M.                    | B.                    | Comp.                          | M.                             | B.                             | M.    | B.    |
| 2015-2016             | FC St. Pauli          | 2.Bundesliga          | 0           | 0           | -                     | -                     | -                              | -                              | -                              | 0     | 0     |
| 2016-2017             | FC St. Pauli          | 2.Bundesliga          | 0           | 0           | -                     | -                     | -                              | -                              | -                              | 0     | 0     |
| 2017-2018             | FC St. Pauli          | 2.Bundesliga          | 0           | 0           | -                     | -                     | -                              | -                              | -                              | 0     | 0     |
| 2018-2019             | FC St. Pauli          | 2.Bundesliga          | 2           | 0           | -                     | -                     | -                              | -                              | -                              | 2     | 0     |
| 2019-2020             | FC St. Pauli          | 2.Bundesliga          | 0           | 0           | -                     | -                     | -                              | -                              | -                              | 0     | 0     |
| 2020-2021             | FC St. Pauli          | 2.Bundesliga          | 4           | 0           | -                     | -                     | -                              | -                              | -                              | 4     | 0     |
| Sous-total            | Sous-total            | Sous-total            | 6           | 0           | 0                     | 0                     | -                              | -                              | -                              | 6     | 0     |
| Total sur la carrière | Total sur la carrière | Total sur la carrière | 6           | 0           | 0                     | 0                     | -                              | -                              | -                              | 6     | 0     |